# Šoproň
Šoproň ([ˈʃopron]IPA, někdy také Šopron, maďarsky Sopron, německy Ödenburg) je město v Maďarsku, na západě země. Je centrem stejnojmenného okresu. Žije zde přibližně 62 tisíc obyvatel. Město je oficiálně dvojjazyčné (maďarsko-německé), nicméně podíl obyvatel německé národnosti je v současnosti[kdy?] velmi malý. Šoproň je od roku 1753 univerzitním městem. Kvůli své úloze během reformace získala v roce 2016 od Společenství protestantských církví v Evropě čestný titul „Reformační město Evropy“

## Název
Jedna z prvních zmínek o souvislém osídlení v tomto místě pochází z Ptolemaiova spisu s názvem Geographia. Místo je označeno starořeckým názvem Σχαρβαντία (Scharbantia) nebo  Σκαρβαντία. Do latiny byl název později převzat jako Scarbantia nebo Scarabantia.
Maďarské místní jméno Sopron je německého původu a původně se psalo jako Suprun. Až v polovině 14. století se ustálila současná podoba názvu. Název místa může být odvozen od Sauprunn, kde část názvu „brunn“ odpovídá „Saubrunnen“, dřívějšímu názvu oblasti mezi vesnicemi Fertőrákos a Balf. Slovanské jazyky převzaly název ve fonetické podobě (česky a slovensky Šoproň, chorvatsky Šopron). Německý název Ödenburg je složeninou ze dvou slov; Öden- (opuštěný) a burg (hrad/sídlo), odkazující na stav původního římského města v době, kdy jej dosáhli první německy mluvící kolonisté.

## Historie

### Starověk a středověk
Oblast dnešní Šoproně byla osídlena již v dávných dobách. První budovy zde vznikly ale až v době Římské říše. Nacházelo se zde forum, na jeho místě leží dnes hlavní šoproňské náměstí.
Během stěhování národů byla Scarabantia opuštěna, později se sem nastěhovali Maďaři. Ti zpevnili římské hradby a postavili hrad. V této době získala Šoproň své dnešní jméno. Roku 1153 je již zmiňována jako významné město. Jako dar za obranu před Turky jej Maďaři postoupili Fridrichovi II. s celou okolní župou. Roku 1273 bylo město obsazeno vojskem Přemysla Otakara II., znovu ho pro Uhry získal až král Ladislav IV. Kumán. V 13. století (1277) získala Šoproň statut svobodného královského města. Na přelomu 14. a 15. století žilo v Šoproni okolo čtyř tisíc lidí. Ve středověku město získalo svůj význam také díky pozici na jantarové stezce.

### Pozdní středověk a turecká okupace
Osmanské vojsko sice město vyplenilo, ale neobsadilo ho. V této době sem utíkali před Turky Maďaři i z jiných měst, díky tomu tak Šoproň rostla na významu. Na druhou stranu byla řada místních Maďarů unášena Turky přes hranici a zotročena. Během protihabsburské vzpoury v zemi město nepodporovalo vzbouřence, ti jej následně obsadili a vydrancovali. Na rozdíl od jiných částí Uher se zde do druhé poloviny 17. století podařilo v rámci protireformace vymýtit podporu různým protestantským církvím.
Roku 1676 tu vypukl požár, středověké stavby lehly popelem a místo nich byly vystavěny barokní. Poté na místě starých středověkých budov vyrostly barokní budovy a zrodilo se dnešní centrum města. V té době byla také přestavěna Požární věž.
Roku 1753 byl v nedalekém lese otevřen první uhelný důl na území dnešního Maďarska (důl Brennberg). Ve stejném století bylo také postupně bouráno městské opevnění a na místě původních příkopů vznikly parky. Tehdy byla většina obyvatel města německy mluvící. Na mapě prvního vojenského mapování (josefinského) z konce 18. století je vidět město ještě s městským opevněním, které obtékala ramena potoků a doplňovala předměstí za příkopy. Předměstí byla také opevněna; obě opevnění byla doplněna baštami.
V závěru 19. století stála v Šoproni kromě železnice do čtyř směrů také vojenská nemocnice a město procházelo, stejně jako jiná sídla v tehdejším Rakousko-Uhersku, razantní modernizací a přestavbou. V roce 1896 byla architektem Moritzem Hinträgerem vyprojektována a postavena nová radnice. Odhalena byla při příležitosti 1000. výročí příchodu Maďarů do Karpatské kotliny. Rozšiřování města probíhalo všemi směry poměrně živelně. Pouze směrem jižním však vzniklo širší město s úhlednými ulicemi svírajícími pravé úhly. Doplňuje je náměstí Deák tér s parkovou úpravou a dále Széchenyiho náměstí na rozhraní nového a starého města s Hradní třídou (maďarsky Várkerület).

### 20. století

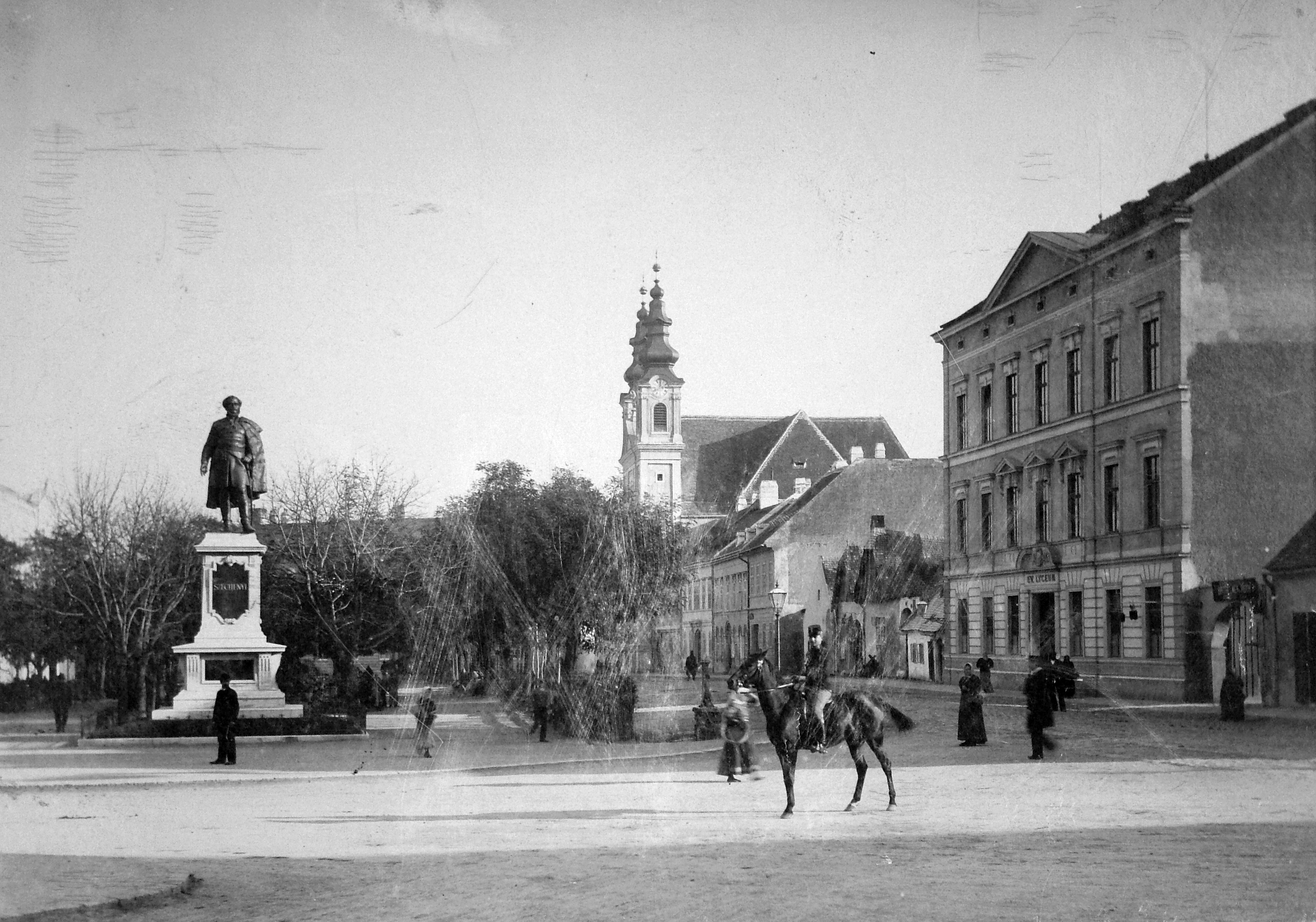
Széchenyiho náměstí v roce 1897.

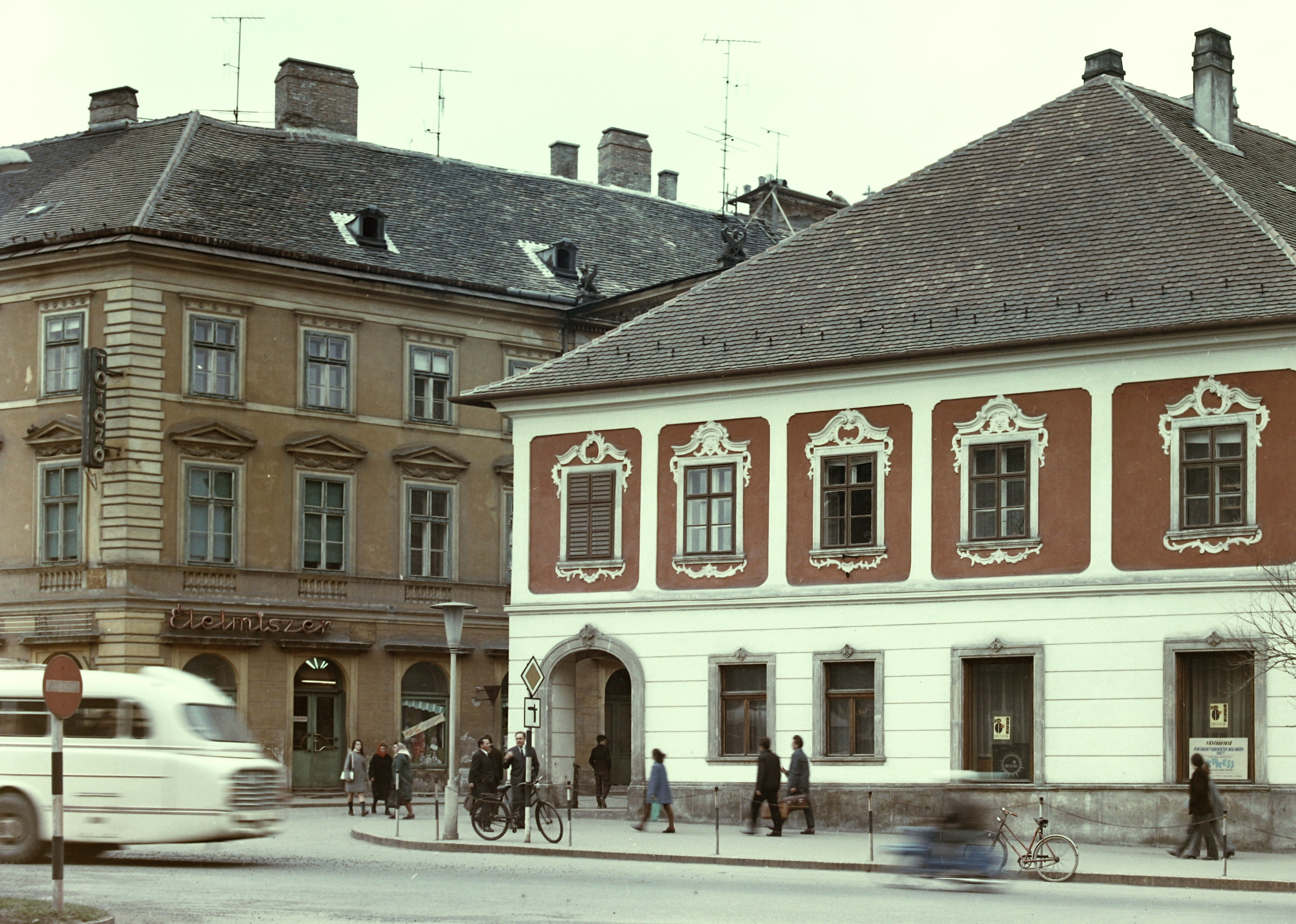
Střed města v roce 1970.

Během posledního uherského sčítání lidu v roce 1910 žilo v Šoproni 33 932 obyvatel (z toho 51,0 % Němců, 44,3 % Maďarů, 4,7 % ostatních).
Po první světové válce měla Šoproň připadnout Rakousku, jako součást provincie Burgenland (a jeho hlavní město), což bylo stanoveno poválečnými smlouvami z Trianonu a Saint Germainu. Výsledkem bylo tzv. Západomaďarské povstání, které bylo ukončeno nakonec příslibem plebiscitu. Ten byl uskutečněn v roce 1921. V něm zvolili obyvatelé města a osmi přilehlých vesnic valnou většinou připojení k Maďarsku. To bylo uskutečněno k 1. lednu 1922. 72,8 % obyvatel chtělo připojení k Maďarsku. Na počest znovupřipojení města k Maďarsku byla v roce 1928 postavena pamětní brána.
V letech 1900 až 1923 byly ve městě provozovány také tramvaje. Jejich provoz však byl pro radnici poměrně nákladný a tak bylo rozhodnuto o zrušení. V roce 1918 existoval návrh (který zůstal neuskutečněn) postavit normálněrozchodnou železnici z místní stanice železnice přes Mörbisch am See do obce Rust (na území dnešního Rakouska). Rozvoj města byl v meziválečném období pozvolný, nicméně i přesto vzniklo několik budov ve funkcionalistickém stylu, např. poblíž Deákova náměstí. Roku 1941 v něm byla zbudována i místní poliklinika.
V druhé polovině 30. let se národnostní soužití mezi německým a maďarským obyvatelstvem začalo dostávat do stále konfliktnější polohy v souvislosti s tím, jak razantněji si počínalo Německo na mezinárodní scéně. Mnozí Němci zpochybňovali referendum o připojení Šoproně k Maďarsku a žádali o návrat k Rakousku (později k Německu).
V roce 1944 bylo okolo osmnácti set místních Židů posláno transporty do koncentračních táborů. Na konci druhé světové války bylo vybombardováno. Stále zoufalejší režim strany Šípových křížů chtěl město, které bylo jedno z nejvzdálenějších od postupující východní fronty, ubránit a opevnit. Bylo nařízeno stavět různé zdi a narychlo realizované opevňovací systémy. Kromě toho se město prohýbalo pod náporem uprchlíků, kteří přicházeli z míst, kam již dosáhli Sověti. V Šoproni propukaly epidemie a rozšířený byl hlad. Dne 1. dubna 1945 bylo město nakonec obsazeno Rudou armádou.
Po skončení války bylo místní německy mluvící obyvatelstvo většinou odsunuto. Většina z něj přesídlila do města Bad Wimpfen. V současné době se v Šoproni hlásí k německé národnosti jen několik jednotek procent obyvatel. I přesto zde má německý jazyk postavení druhého úředního jazyka.[zdroj?] Od roku 1945 také existují samosprávné organizace pro německou národnostní menšinu (maďarsky Soproni Német Nemzetiségi Önkormányzat). Existuje zde i škola s německým vyučovacím jazykem. Počet německy mluvících se nicméně snížil z 12 tisíc na 1,1 tisíc v roce 1949, vysídlení později připomenul památník. V roce 1950 přišlo město o statut svého regionálního centra, neboť to bylo přesunuto do Győru.

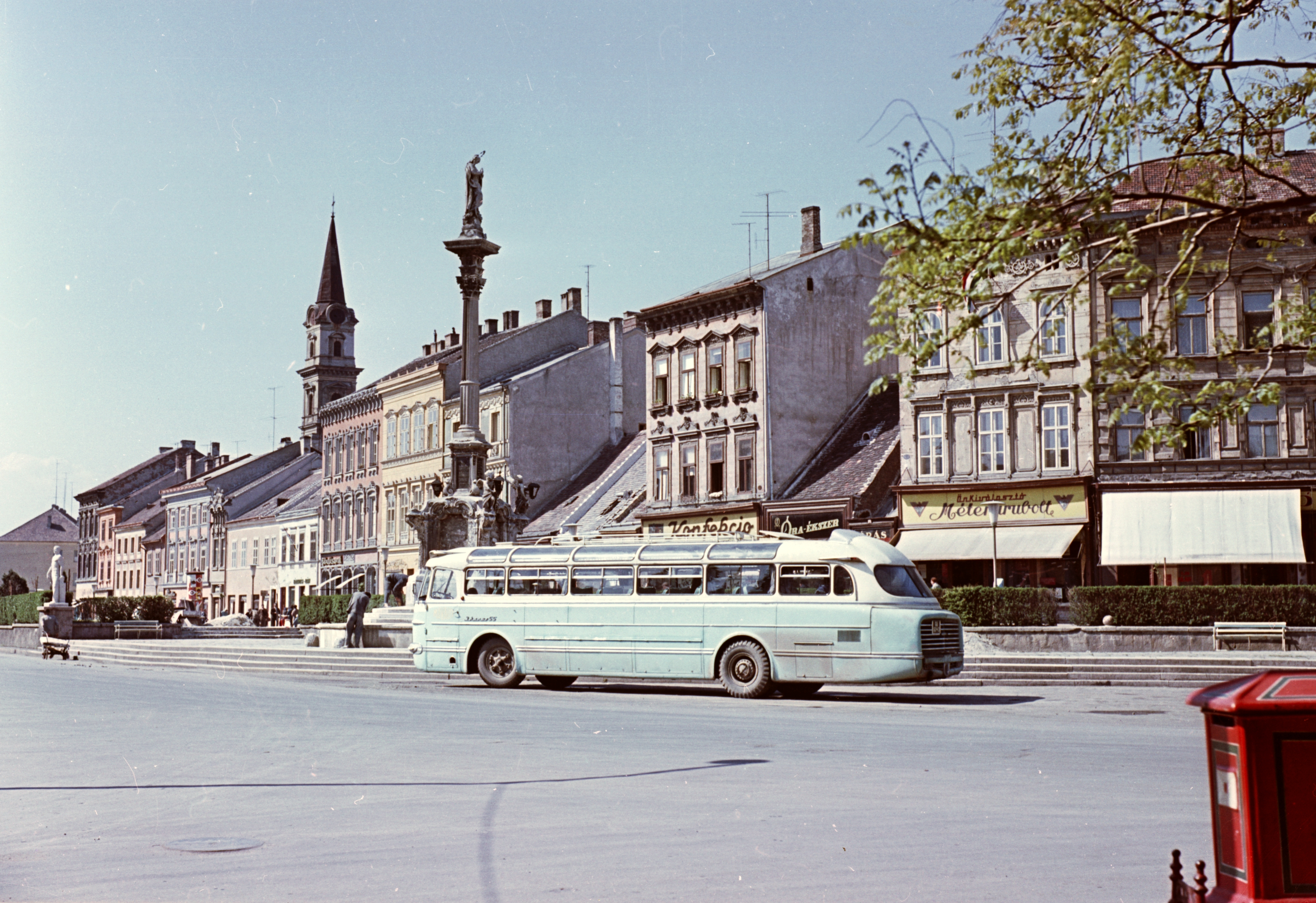
Střed města v 60. letech 20. století.

Během období existence poválečného režimu v Maďarsku byla iniciována industrializace města. Roku 1951 byly nicméně uzavřeny místní doly. Průmyslová oblast se nachází především na severozápadním okraji Šoproně, kde také stojí i panelová sídliště (např. Jereván-lakótelep, největší svého druhu ve městě). Další průmysl je soustředěn na jihovýchodním okraji města, v blízkosti železnice.
Roku 1956 v souvislosti s okupací Maďarska vojsky Varšavské smlouvy, řada obyvatel Šoproně uprchla do sousedního Rakouska. Mimo jiné také několik set místních studentů fakulty lesnictví.
19. srpna 1989 poblíž města proběhla demonstrace Panevropský piknik, během níž několik set občanů Německé demokratické republiky emigrovalo na Západ. V 90. letech zde byl postaven farní kostel sv. Imre. Mimo jiné došlo k propojení místní ekonomiky s nedalekým Rakouskem, které se dále zintenzivnilo po vstupu Maďarska do EU a také do Schengenského prostoru v roce 2007. Město bylo rovněž i oblíbenou destinací pro levnější nákupy obyvatel Vídně a jejího okolí.[zdroj?]
V roce 2010 spustily společnosti v oblasti Šoproně papírovou poukázku s náhražkou hotovosti nazvanou Šoproňský modrý frank s cílem stimulovat ekonomiku během tehdy probíhající rozsáhlé globální hospodářské krize.

## Obyvatelstvo
Šoproň měla k 1. lednu 2011 60 548 obyvatel, což bylo 12,5 % z celkového počtu obyvatel župy Győr-Moson-Soproň. Město je čtvrtým nejhustěji osídleným sídlem v regionu. Populace souvisle stárne. V roce 2017 byla průměrná délka života při narození 73,3 let u mužů a 79,9 let u žen. Podle údajů ze sčítání lidu se 8,6 % obyvatel města, tedy asi 5179 osob, hlásilo k nějaké národnostní menšině. Většina z nich byla německé, romské a chorvatské národnosti.
Od druhé poloviny 20. století se počet obyvatel Šoproně postupně zvyšuje. Růst se zrychlil v 50. letech 20. století v souvislosti s urbanizací. Nárůst se nezastavil ani po roce 1989 a změně politického uspořádání země.

## Zeleň a životní prostředí
Na jihozápadním okraji města se nachází Alžbetinské sady (maďarsky Erzsébet kert), další zelenou plochou v jejich blízkosti je potom areál šoproňské univerzity s parkem. Mezi další parky na území města patří park Paprét nebo park u modernistického svatoštěpánského kostela.
Severně i jižně od města leží rozsáhlé vinice. Západně od města se nacházejí hluboké lesy, kterými vede řada cyklistických i turistických tras.

## Ekonomika

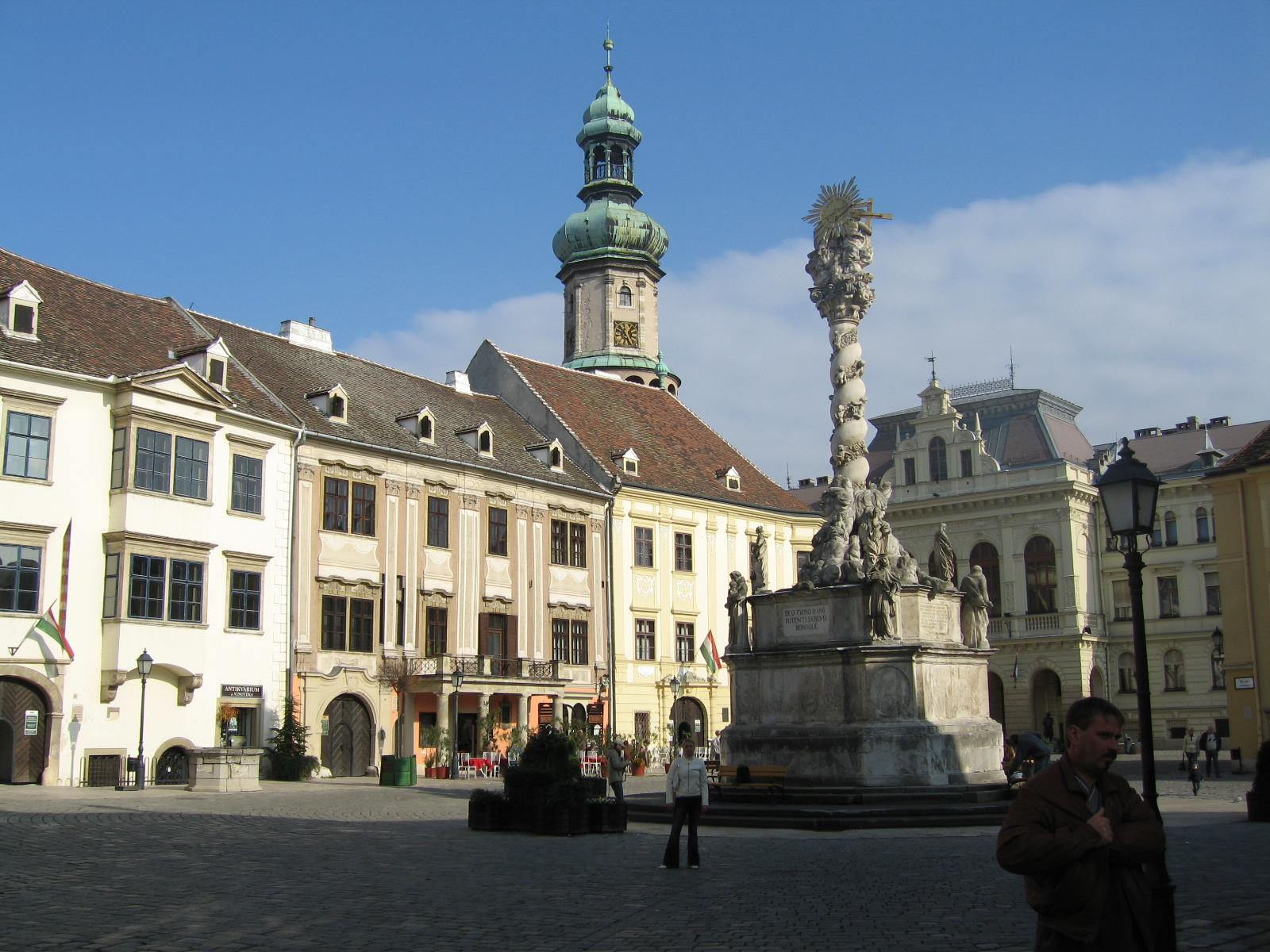
Hlavní náměstí.

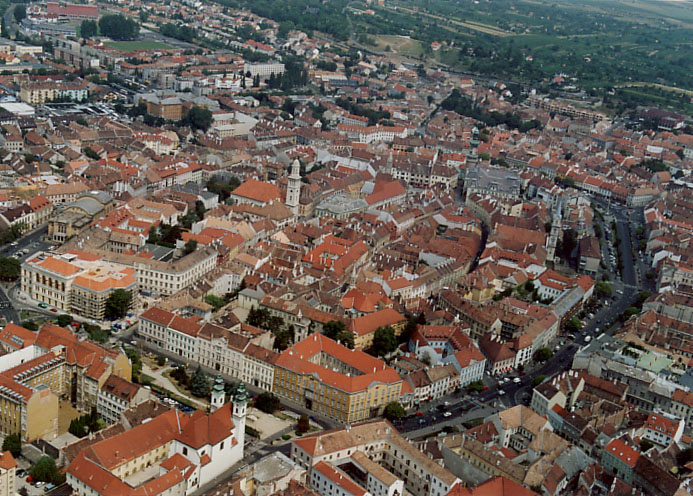
Letecký pohled na město.

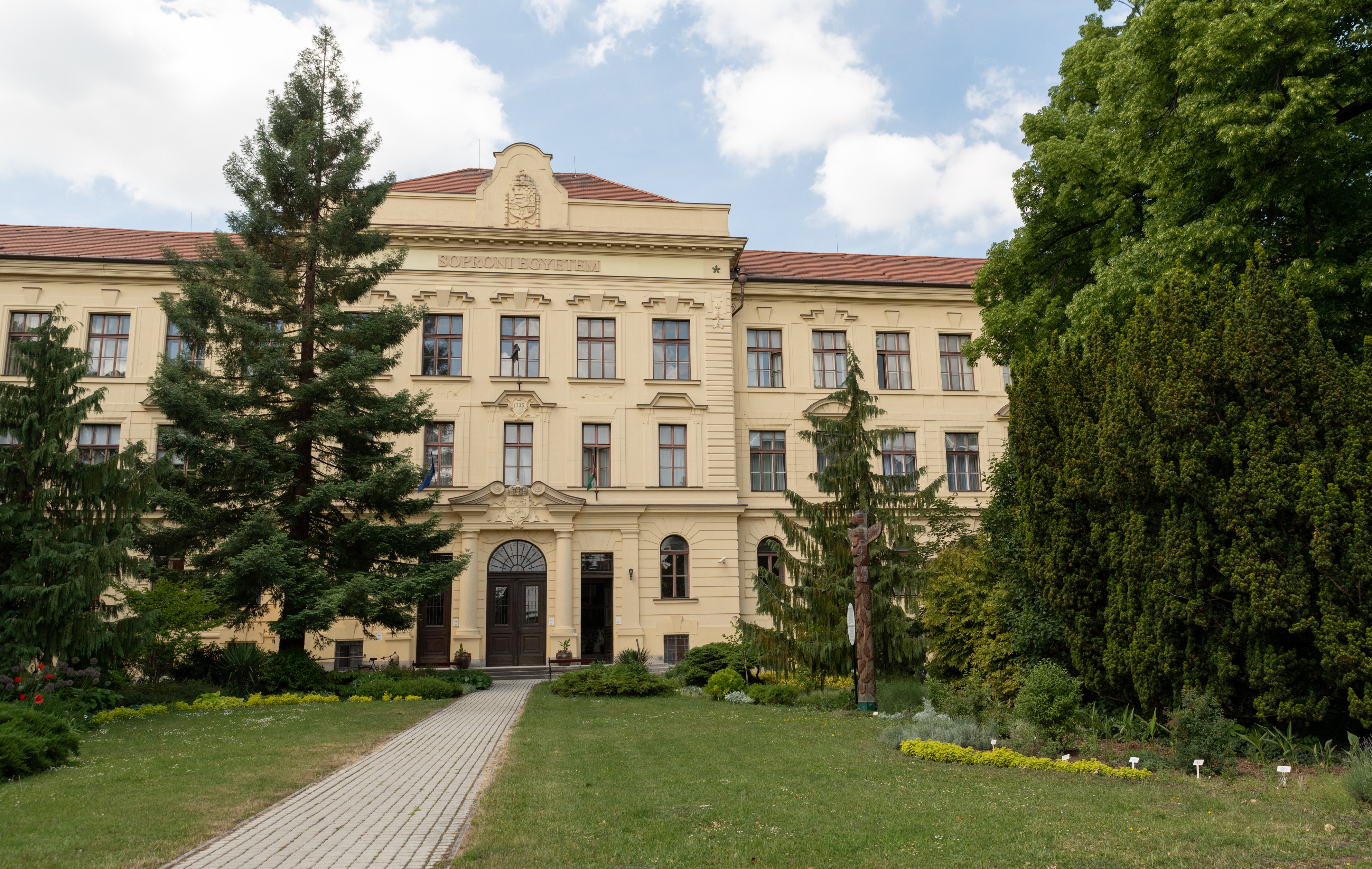
Budova univerzity.

Šoproň je pohraniční město, z velké části obklopené hranicí s Rakouskem. V jeho okolí se pěstuje červené i bílé víno, sídlí zde tedy mnoho vinařů. Celkem se víno pěstuje na ploše o rozloze 4300 ha. Vyrábí se především víno typu frankovka. Místní vinaři (kteří byli ještě na počátku 20. století především německy mluvící) byli často označováni hanlivým výrazem ponzichter podle toho, že mezi víno také sázeli fazole.
Stojí zde také dva průmyslové a dva inovační parky.
Nachází se zde pivovar, který dnes vlastní společnost Heineken. Vaří se zde mimo jiné i v Maďarsku populární[zdroj?] pivo Soproni.

## Kultura

### Kulturní instituce
V nápadné secesní budově zde sídlí rovněž i Petőfiho divadlo. V místním paláci Esterházyů je umístěno hornické muzeum (maďarsky Központi Bányászati Múzeum), věnující se tradici města, která zanikla v polovině 20. století. Při Evangelickém kostele existuje také církevní muzeum. Dále existuje v Šoproni také lékárenské muzeum. Muzea, která se nacházejí poblíž sebe v centru města tvoří tzv. muzejní čtvrť.

### Pamětihodnosti
V Šoproni stojí celkem 115 památkově chráněných domů.

#### Církevní stavby

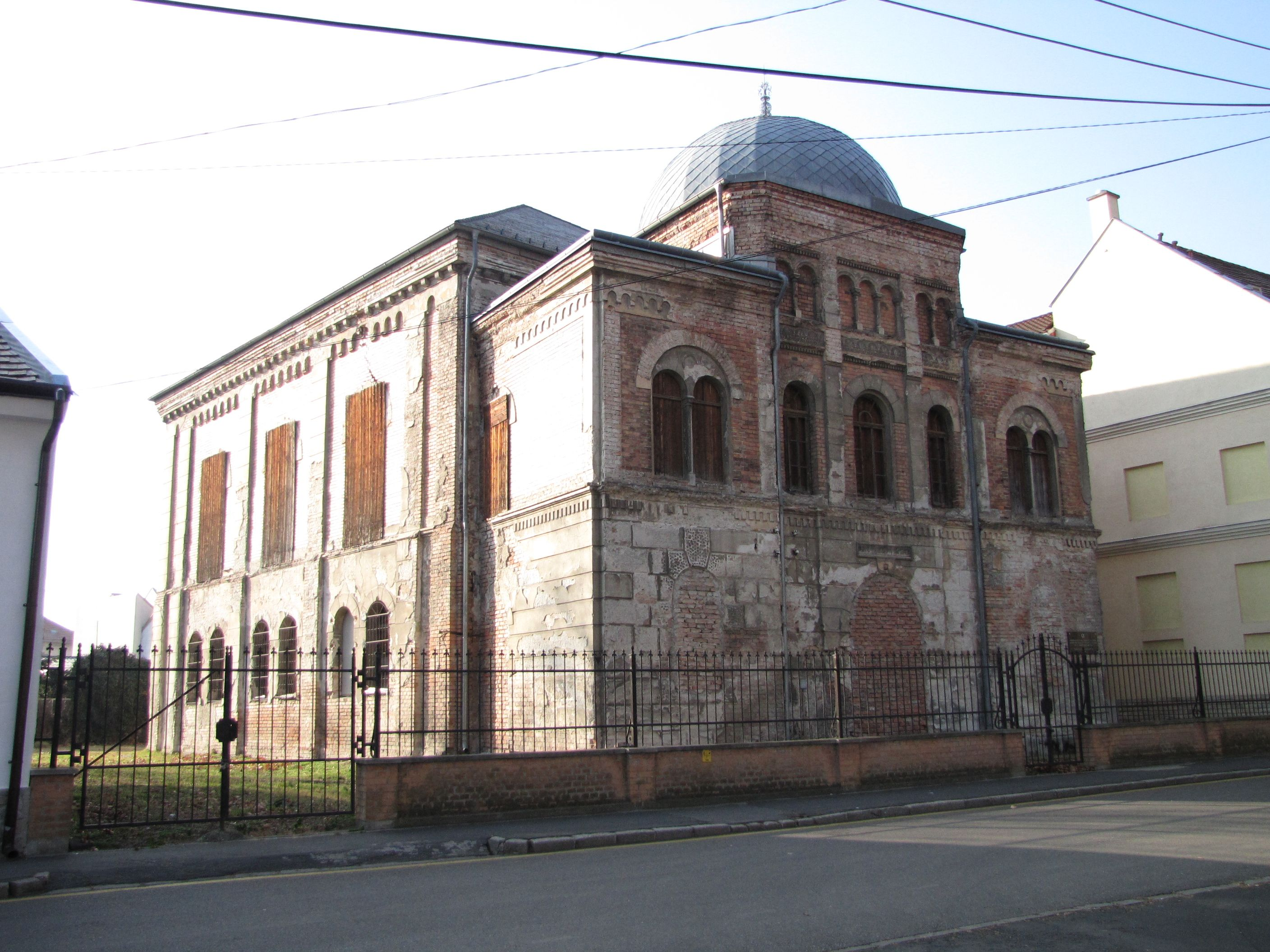
Ortodoxní synagoga v lokalitě Paprét.

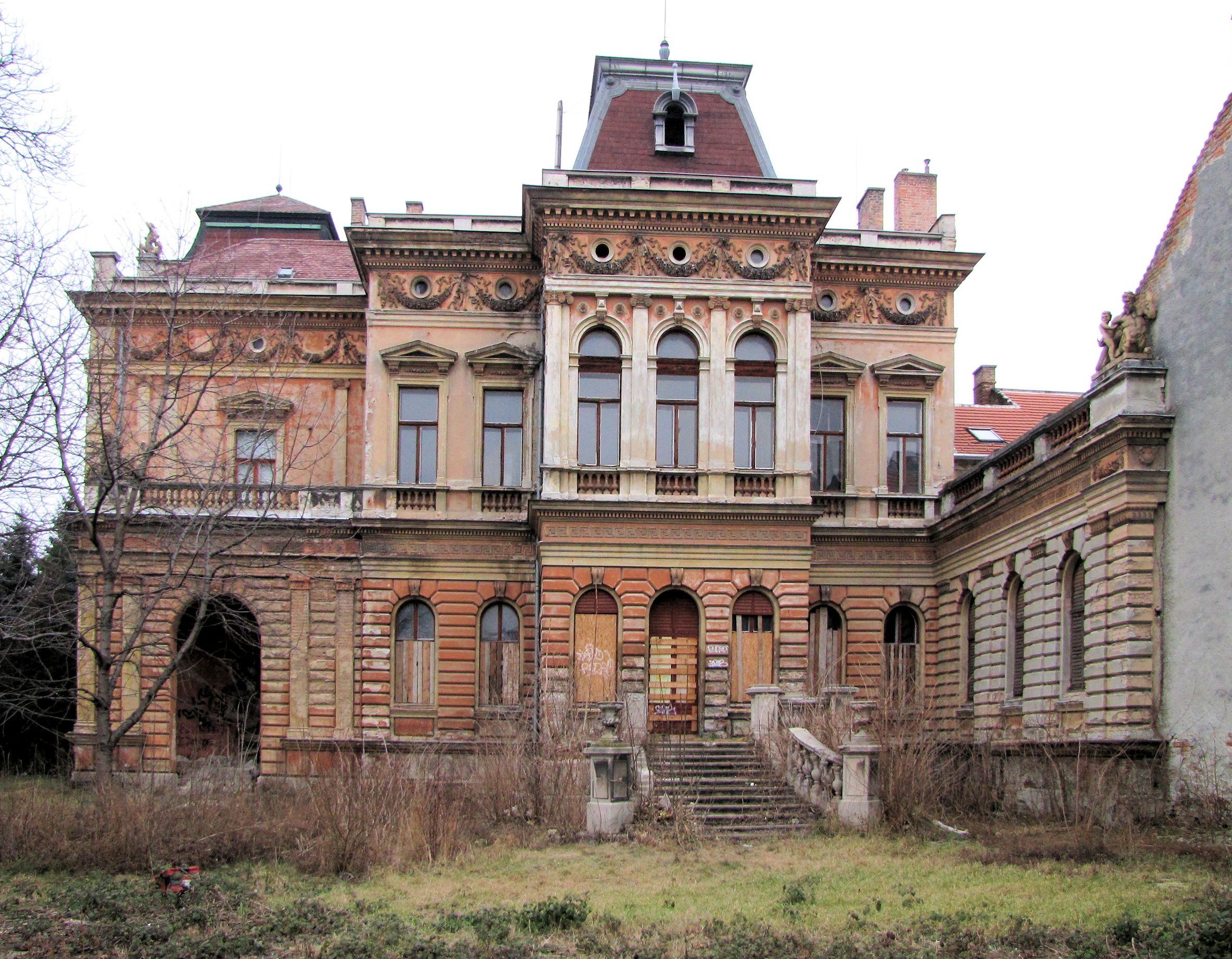
Budova ve středu města.

Mezi početné historické památky patří např. stará synagoga na Nové ulici (maďarsky Új utca), v níž je umístěno muzeum, dále kostel Nanebevzetí Panny Marie, známý též jako kozí kostel – maďarsky Kecske-templom). Na hlavním náměstí stojí sloup Nejsvětější Trojice z roku 1701.
Na kopci sv. Michala se nachází kostel v gotickém stylu, který vznikl nejspíše již v 13. století. Doplňuje jej apoštolská kaple sv. Jakuba (maďarsky Szent Jakab apostol-kápolna).
Mezi další kostely patří např. Voršilský kostel v novogotickém stylu z konce 19. století, barokní kostel sv. Jiří nebo kostel sv. Judy a Tadeáše z první poloviny 18. století.

#### Ostatní budovy
Jako jedno z mála maďarských měst nebylo stiženo tureckými vpády, a proto se zde dochovaly i středověké budovy. Díky tomu je Šoproň navštěvována jako turistická destinace. Stojí zde jedna z nejstarších synagog ve střední Evropě, nacházejí se zde nejstarší varhany na území Maďarska, jedny z mála pozůstatků dochovaných hradeb na území země apod.
V centru města stojí také palác Esterházyů, postavený v barokním stylu, v němž sídlí muzeum. Má nápadnou modrou fasádu.
Dominantou je i místní hasičská věž (maďarsky Tűztorony). Zajímavostí je místní Gombócvár se sochou sv. Šebastiána. Na Rákócziho ulici v centru města se nachází řada historicky hodnotných a památkově chráněných domů. Budova radnice byla postavena roku 1895 v historizujícím stylu a tvoří dominantu hlavního náměstí. Před budovou stojí socha Mihályho Soproni-Thurnera. Na náměstí se nachází také ještě Fabriciův dům a barokní Storno-ház (Stornův dům), historická budova s arkýřem, postavená v 18. století.
Dochovaná je malá část městských hradeb.
Dále od centra města patří k zajímavým historicky významným budovám také např. Lenckova vila, která spadá pod šoproňské muzeum nebo ortodoxní synagoga (v roce 2022 byla připravována její rekonstrukce). Mezi novější a historicky významné stavby patří např. také secesní poštovní palác.
V centru města se nachází několik lokalit s vykopávkami antického sídla.

### Turistika a kulturní akce
V roce 2012 byla Šoproň 8. nejoblíbenější destinace v Maďarsku a uskutečněno zde bylo 361 000 přenocování domácích i zahraničních hostů. Městem také prochází cyklistická trasa EuroVelo 13: Iron Curtain Trail.
Pravidelně se tu koná hudební festival s názvem VOLT. V roce 2023 by zde měl být poprvé uskutečněn kulturní festival s názvem SopronFest. Chorvatská národnostní menšina zde pravidelně pořádá své Chorvatské šoproňské dny (chorvatsky Hrvatski šopronski dani).
Na vrcholu Daloshegy se nachází vysílač o výšce 165 m n. m.

## Doprava

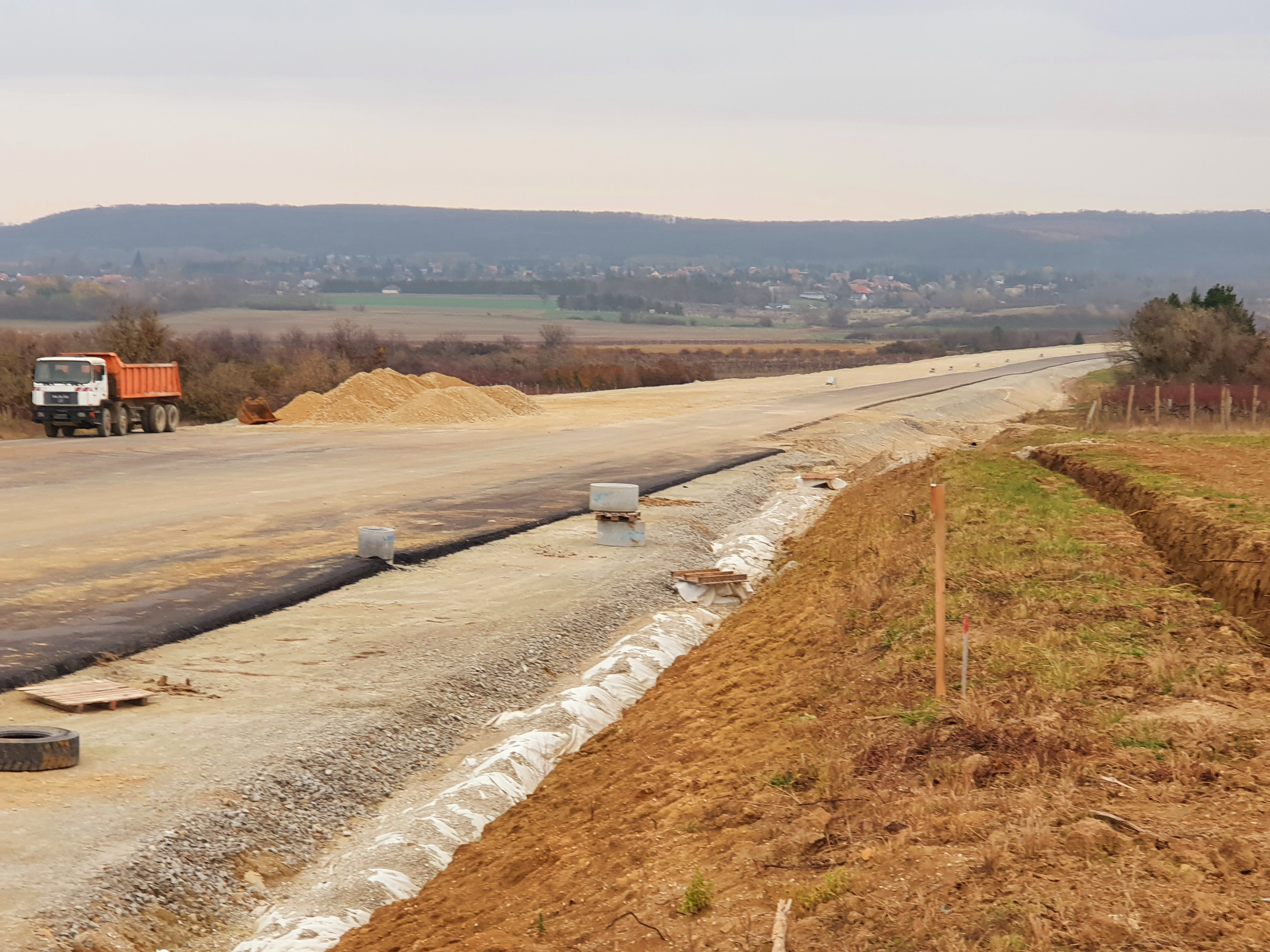
Výstavba dálnice M85 u Šoproně v roce 2020.

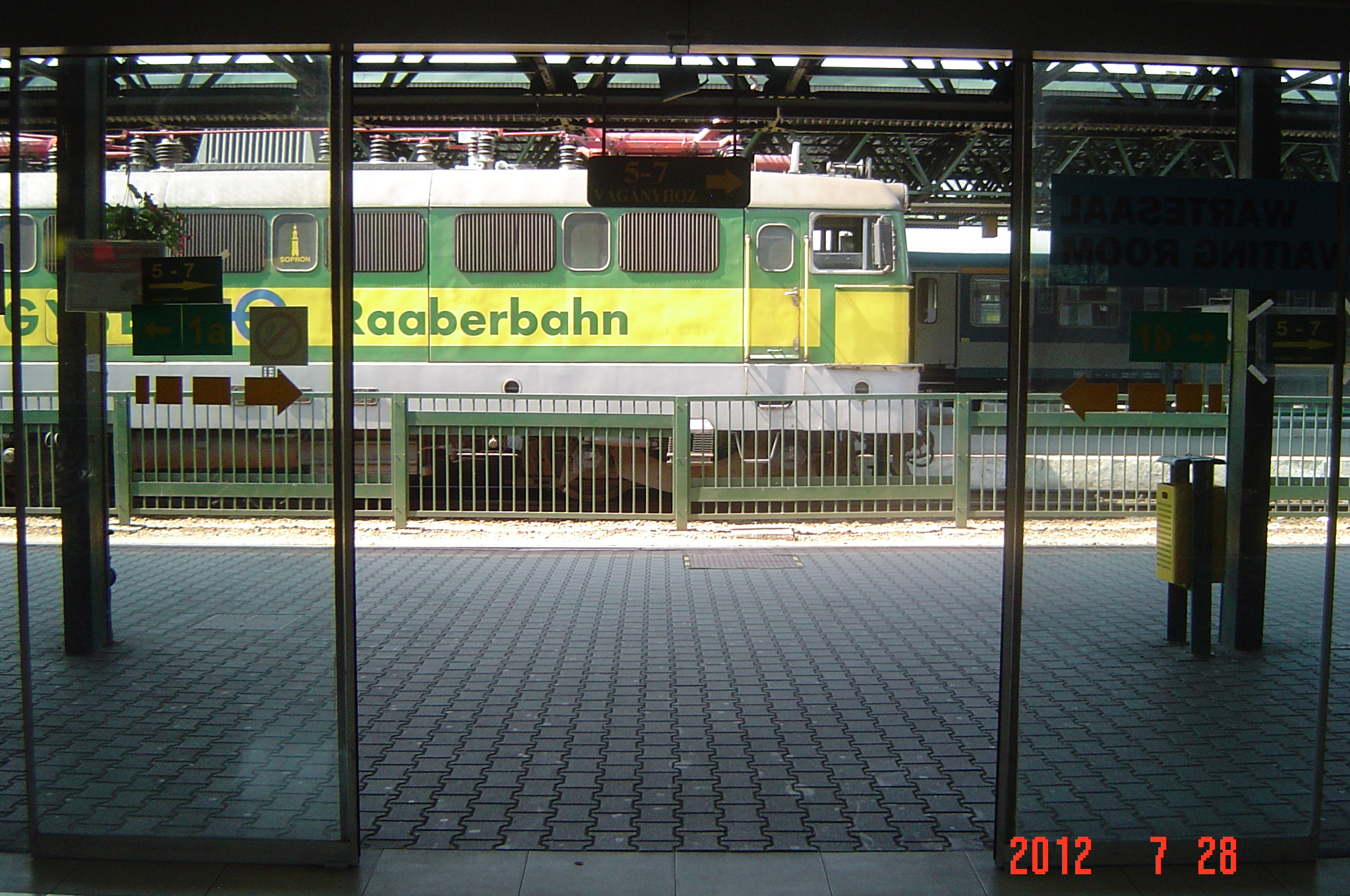
Vlak na místním nádraží.

Město je uzlem železniční dopravy. Prochází tudy několik železničních tratí; dvě z území Rakouska (trať Győr–Ebenfurth a trať z Vídeňského Nového Města) a dvě další směřují dále do maďarského vnitrozemí (trať Šoproň–Szombathely a trať Šoproň–Győr). Všechny se sbíhají u místního hlavního nádraží. To doplňuje ještě několik nákladových, resp. seřaďovacích nádraží (např. Sopron-Déli). V jižní části Šoproně existuje průmyslová zóna, která má např. vlastní železniční stanici.
Z maďarské strany do Šoproně vede dálnice M85, která má být výhledově napojena na rakouskou dálnici A3. Pro to byl v roce 2022 budován dálniční tunel. Dálnice zároveň tvoří východní obchvat města. Kromě toho Šoproní prochází také silnice celostátního významu č. 84, která u obce Klingenbach (za městem) vstupuje na rakouské území. V centru města se nachází podzemní garáže, které byly vybudovány s cílem vyřešit nedostatečnou parkovací kapacitu ve městě.
Městská doprava je zde realizována prostřednictvím autobusů a v minulosti byly v Šoproni také v provozu i tramvaje.
Okolo města existuje řada cyklostezek, které mají význam z hlediska výletů a turistiky. Přes obec Fertőrákos vede stezka k Neziderskému jezeru.
Nejbližší letiště je ve Fertőszentmiklósi. Nejbližší letiště s komerčními lety jsou potom ve Vídni a v Bratislavě.

## Školství a výzkum
V roce 1753 byla v Šoproni založena univerzita. Dnes zde sídlí Šoproňská univerzita (maďarsky Soproni Egyetem), která na toto datum odkazuje.
V Šoproni sídlí v Maďarsku známý[zdroj?] výzkumný ústav Maďarské akademie věd, GGRI (Geodetic and Geophysical Research Institute).

## Sport
Severně od středu města se nachází městský fotbalový stadion, který doplňuje krytá hala s názvem Novomatic Arena.
Místní fotbalový tým nese název FC Sopron a dlouhou dobu hrál v první maďarské fotbalové lize. Po něm byl místním populárním manšaftem Sopron VS, který hrál až do roku 2018 v maďarské II. divizi.

## Zdravotnictví
Šoproň má vlastní rozsáhlou nemocnici, která nese název po Erzsébet Oktató.
V místní části s názvem Balf se nacházejí léčivé prameny obsahující sirovodík, které znali již Římané. Proto zde vznikly lázně, kde se léčí různé nemoci pohybového ústrojí.

## Partnerská města
- Bad Wimpfen, Německo
- Kempten, Německo
- Bolzano, Itálie
- Eisenstadt, Rakousko
- Vídeňské Nové Město, Rakousko
- Veliko Tarnovo, Bulharsko
- Ejlat, Izrael
- Mediaș, Rumunsko
- Rorschach, Švýcarsko
- Seinäjoki, Finsko
- Kazuno, Japonsko

## Osobnosti
- Otto Ferdinand von Abensberg und Traun (1677–1748), rakouský polní maršál
- Maciej Kamieński (1734–1821), polský skladatel
- Ludwig von Benedek (1804–1881), rakouský generál
- Heinrich von Angeli (1840–1925), rakouský malíř
- Margaret Mahlerová (1897–1985), dětská lékařka a psychoanalytička
- Terézia Mora (* 1971), spisovatelka a překladatelka
- Tímea Babosová (* 1993), tenistka
- Johann Baptist Röschel (1652–1712), fyzik a luteránský teolog
- Georg Serpilius (1668–1723), protestantský teolog a písničkář
- Maciej Kamieński (1734–1821), polský skladatel
- Anton Moses von Cziraky (1772–1852), rakouský státník, právní historik a rytíř zlatého rouna
- Johann Christian Tremmel (1773–1845), evangelický luteránský teolog
- Dániel Berzsenyi (1776–1836), básník
- Franz von Suppé (1819–1895), skladatel
- Julius Lenck (1845–1901), zakladatel místního pivovaru
- Gyula Fényi (1845–1927), astronom
- László Rátz (1863–1930), učitel matematiky